# Goruru, Magadi
Goruru là một làng thuộc tehsil Magadi, huyện Ramanagara, bang Karnataka, Ấn Độ.